# Hartmann László

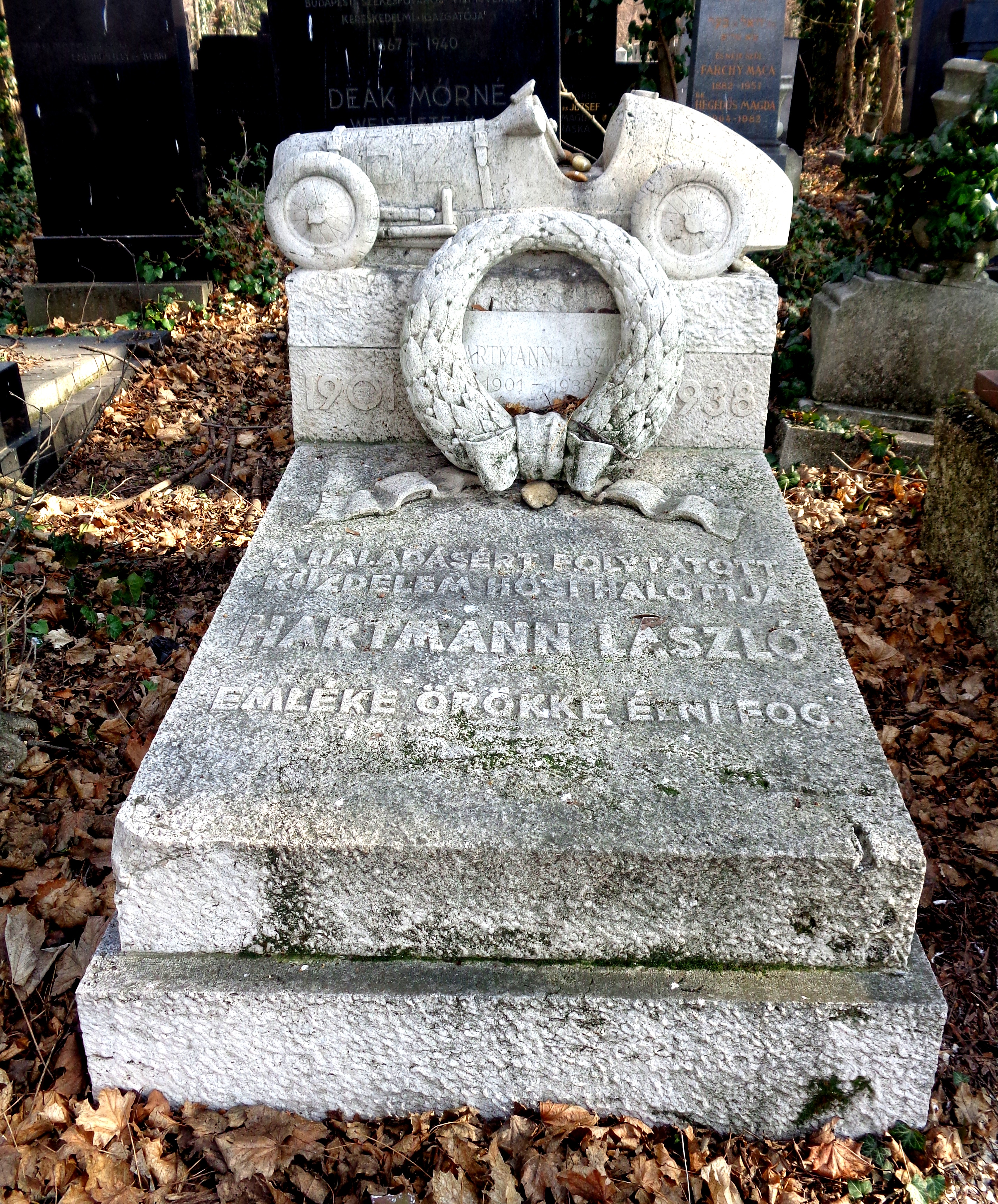
Hartmann László sírja a Kozma utcai Izr. temetőben

Hartmann László (Budapest, 1901. augusztus 17. – Tripoli, 1938. május 15.) magyar Grand Prix versenyző.

## Korai évei
Európai hírű pilótánk imádta a versenyzést: hol egy három napos hó-fogságból kiszabadulva (Rügen), hol a rendőrségi fogdából kimentve (Budapest, Üllői út) kellett rajthoz állnia, de ő mindig a maximumot nyújtotta, Dél-Afrikától Svédországig, Magyarországtól Monacóig.
A magyar autósportnak nagy szüksége volt a zömök testfelépítésű, mosolygós, borzas hajú Hartmann Lászlóra – vagy ahogyan sokan becézték: „Lacikára”, „Lácira”, avagy „Grockra” –, hiszen az akkori nemzetközi mezőnyben olyan ászok szerepeltek, mint Borzacchini, Stuck, Nuvolari, Rosemeyer, vagy Caracciola. Sikeres versenyzők szempontjából Magyarország meglehetősen hátul kullogott, ugyanis a húszas évek nagymenői, Balázs, Dr. Feledy, Urbach mint visszavonultak, a fiatal generáció pedig a rutinhiánnyal és az elöregedő gépekkel egyaránt küszködött.
Tovább súlyosbította a helyzetet, hogy az arisztokraták – akiknek egy része, különösen báró Zichy Tivadar, remek pilóta volt –, akik Bugatti és Steyr gépkocsikat vásároltak versenyzés céljára, felhagytak "úri passziójukkal". Ehhez társult még 1929-1932 között a nagy gazdasági világválság, valamint az akkori autósportszakág vezetésének tehetetlensége.
Az autósport hőskorában nem volt jellemző, hogy valaki már nyolc-tízévesen elkezdje az autósportot. Hartmann-nak is be kellett érnie ahhoz, hogy elinduljon karrierje. Amikor vezetni tanult, az oktatója így fordult hozzá: „Uram, ön sosem fog megtanulni automobilt vezetni. Elég tehetős ahhoz, hogy sofőrt alkalmazzon – ez biztonságosabb, egyszersmind olcsóbb is lenne!” 1926-tól a Gugger-hegyen, valamint a János-hegyen is tartottak autóversenyeket, ahol az eredménylistákra már feljegyezték a nevét. Hartmann rendre jobb eredményeket ért el, mint Lyka István, Heteés Sándor, Fritz von Zsolnay, vagy Wentzel-Mosau gróf. „Grock” hivatalosan csak 1928-ban kezdte pályafutását egy Hupmobile-lal, de igazából csak a harmincas évtized első felében figyeltek fel rá, amikor Bugattira váltott. Először 1930-ban, a sváb-hegyi Európa-bajnoki viadalon, ahol 2,3 literes kompresszoros Bugatti T35B versenyautójával előbb második lett Hans Stuck mögött, majd egy évvel később a harmadik helyen végzett.

## Grand Prix
1932-ben az új Nürburgring versenypályán (Német GP) az 1500 cm³-s géposztályban ezüstérmes lett, de csak a következő évben, Táton tette le igazán a névjegyét a szakemberek előtt, amikor 2300 cm³-s autójával az akkori időkben szenzációs nemzetközi rekordot állított fel 131,148 km/h átlagsebességgel. Ugyanebben az évben a Monacói Nagydíjon nyolcadik lett, míg a Cseh GP-n egy hellyel előrébb végzett. Természetesen egyéb versenyeken is megmérette magát, mint például az az évi freiburgi hegyi versenyen, ahol a sportkocsik kategóriájában a legjobbnak bizonyult. Magyarországon egy nem jegyzett hegyi versenyen ismét győzedelmeskedett Bugattijával.
1935-ben vált Maseratira – bár néhány hegyi versenyen még Bugattival indul, nem is sikertelenül. A franciaországi Frontiers-ben a 4., Comminges-ben a harmadik helyet szerzi meg; a berlini AVUS pályán pedig hetedikként végzett, melynek hatására a Maserati gyár az év végén levélben köszönte meg a márkáért tett erőfeszítéseit. A következő évben rendezték az első Magyar Grand Prix-t az 5 kilométer hosszú Népligeti városi pályán, ahol - egyedüli magyarként - Hartmann is rajthoz állt. Az 50 körös (250 km) viadalon hetedikként végzett, noha a gyári Mercedeseknél, Auto Unionoknál és Alfa Romeóknál jóval kisebb (1,5 literes) motorral felszerelt Maserati 8CM-mel versenyzett. Ebben az évben nem nyert versenyt, viszont az olaszországi Coppa Cianón negyedik lett, a Német Grand Prix-n pedig hatodikként rangsorolták Maserati 6CM "Torino"-ját.
1937-ben egy német szaklap Európa 13. legjobb versenyzőjének hirdette. Nemhiába, hiszen a svájci Freiburgban ismét győzött, a brnói voiturette-versenyen (kb. a mai F-3 megfelelője) pedig harmadik volt. Az év végét Dél-Afrikában töltötte ahol több futamon is indult, de nem ért célba.

## Tripoli
Hartmann 1938. május 15-én, a Tripoli Nagydíjon állt utoljára rajtvonalhoz, piros-fehér-zöld színűre fényezett Maseratijával. Az El-Malaha versenypályán azonban tragédia történt. Hartmann közelharcot vívott a későbbi Formula–1-es világbajnokkal, Giuseppe Farinával; az olasz pilóta Alfa Romeójának jobb hátsó kereke beakadt a Maserati bal első kerekébe. Kocsija a szalmabálákat elsodorva a pálmafák tövének csapódott, a szerencsétlen versenyző gerinctörést szenvedett, melybe kórházba szállítását követően belehalt.
Líbia akkori olasz kormányzója, Badoglio tábornok mondott búcsúbeszédet az általa is kedvelt magyar autóversenyző koporsójánál, majd egy olasz katonai repülőgép szállította haza a versenyző holttestét Magyarországra. Hartmann végső nyughelye a Rákoskeresztúri temetőben található.

## Külső hivatkozások
- Totalcarmagazine: A forgotten hero Archiválva 2014. február 21-i dátummal a Wayback Machine-ben (angolul)
- kolumbus.fi Archiválva 2002. október 2-i dátummal a Wayback Machine-ben (angolul)
- teamdan.com (angolul)
- forums.autosport.com (angolul)
- Magyar GP legendák (magyarul)